# Цеддельман, Александр Юрьевич
Александр Юрьевич Цеддельман (1723—1793) — Иркутский вице-губернатор.
Двоюродный брат Царицынского коменданта Ивана Александровича Цеддельмана, родился в 1723 г., происходил из старинного Эстляндского дворянского рода; вступил в военную службу в 1744 г.; в 1773 г. был подполковником Новгородского пехотного полка, 22 сентября 1778 г. произведён в бригадиры и назначен вице-губернатором в Иркутск; состоя в этой должности, произведён в генерал-майоры 24 ноября 1780 г., а в 1787 г. вышел в отставку и поселился в пожалованном ему в аренду имении Флеммингсгоф, в Эстляндской губернии, где умер 5 октября 1793 г.